# Survie (Orne)
Survie és un municipi francès situat al departament de l'Orne i a la regió de Normandia. L'any 2007 tenia 152 habitants.

## Demografia

### Població
El 2007 la població de fet de Survie era de 152 persones. Hi havia 72 famílies de les quals 24 eren unipersonals (8 homes vivint sols i 16 dones vivint soles), 20 parelles sense fills, 16 parelles amb fills i 12 famílies monoparentals amb fills.
La població ha evolucionat segons el següent gràfic:
Habitants censats

### Habitatges
El 2007 hi havia 126 habitatges, 69 eren l'habitatge principal de la família, 49 eren segones residències i 9 estaven desocupats. Tots els 120 habitatges eren cases. Dels 69 habitatges principals, 55 estaven ocupats pels seus propietaris, 10 estaven llogats i ocupats pels llogaters i 4 estaven cedits a títol gratuït; 3 tenien una cambra, 6 en tenien dues, 7 en tenien tres, 17 en tenien quatre i 36 en tenien cinc o més. 29 habitatges disposaven pel capbaix d'una plaça de pàrquing. A 35 habitatges hi havia un automòbil i a 24 n'hi havia dos o més.

### Piràmide de població
La piràmide de població per edats i sexe el 2009 era:
| Homes | Edats   | Dones |
| ----- | ------- | ----- |
| 0     | 95 o +  | 0     |
| 0     | 90 a 94 | 0     |
| 0     | 85 a 89 | 0     |
| 0     | 80 a 84 | 0     |
| 4     | 75 a 79 | 8     |
| 0     | 70 a 74 | 0     |
| 8     | 65 a 69 | 12    |
| 8     | 60 a 64 | 4     |
| 8     | 55 a 59 | 16    |
| 4     | 50 a 54 | 0     |
| 8     | 45 a 49 | 4     |
| 4     | 40 a 44 | 4     |
| 4     | 35 a 39 | 0     |
| 4     | 30 a 34 | 4     |
| 0     | 25 a 29 | 0     |
| 0     | 20 a 24 | 4     |
| 4     | 15 a 19 | 0     |
| 4     | 10 a 14 | 16    |
| 4     | 5 a 9   | 8     |
| 0     | 0 a 4   | 4     |

## Economia
El 2007 la població en edat de treballar era de 87 persones, 54 eren actives i 33 eren inactives. De les 54 persones actives 52 estaven ocupades (28 homes i 24 dones) i 2 estaven aturades (2 dones i 2 dones). De les 33 persones inactives 13 estaven jubilades, 9 estaven estudiant i 11 estaven classificades com a «altres inactius».

### Ingressos
El 2009 a Survie hi havia 74 unitats fiscals que integraven 159 persones, la mediana anual d'ingressos fiscals per persona era de 15.080 €.

### Activitats econòmiques
Dels 3 establiments que hi havia el 2007, 2 eren d'empreses de serveis i 1 d'una empresa classificada com a «altres activitats de serveis».
L'any 2000 a Survie hi havia 18 explotacions agrícoles que ocupaven un total de 592 hectàrees.

## Poblacions més properes
El següent diagrama mostra les poblacions més properes.